# Ільмаля
Ільмаля́ (рос. Ильмаля, башк. Элмәле) — присілок у складі Зіанчуринського району Башкортостану, Росія. Входить до складу Баїшевської сільської ради.
Населення — 205 осіб (2010; 223 в 2002).
Національний склад:
- башкири — 99%